# Завади (Белхатовський повіт)
Завади (пол. Zawady) — село в Польщі, у гміні Белхатув Белхатовського повіту Лодзинського воєводства.
Населення — 492 особи (2011).
У 1975-1998 роках село належало до Пйотрковського воєводства.

## Демографія
Демографічна структура станом на 31 березня 2011 року:
|          | Загалом | Допрацездатний вік | Працездатний вік | Постпрацездатний вік |
| -------- | ------- | ------------------ | ---------------- | -------------------- |
| Чоловіки | 237     | 54                 | 169              | 14                   |
| Жінки    | 255     | 62                 | 162              | 31                   |
| Разом    | 492     | 116                | 331              | 45                   |